# Relations entre le Danemark et la Norvège
Les relations entre le Danemark et la Norvège sont les relations extérieures entre le Danemark et le royaume de Norvège. Les deux pays sont membres du Conseil nordique, du Conseil des États de la mer Baltique, de l'OTAN, de l'OCDE, de l'OSCE, du Conseil de l'Arctique, du Conseil de l'Europe et de l'Organisation mondiale du commerce.

## Histoire
Le Danemark et la Norvège ont établi des relations diplomatiques en 1905. Le Danemark a une ambassade à Oslo et la Norvège a une ambassade à Copenhague.